# Итоговый турнир WTA 2005
Итоговый чемпионат тура Женской теннисной ассоциации 2005 (англ. 2005 WTA Tour Championships) — турнир сильнейших теннисисток, завершающий сезон WTA. В 2005 году прошло 35-е по счёту соревнование для одиночных игроков и 30-е для парных в американском городе Лос-Анджелес.
Прошлогодние победители:
- одиночки —  Мария Шарапова
- пары —  Надежда Петрова /  Меган Шонесси

## Квалификация
Квалификация на этот турнир происходит по итогам чемпионской гонки WTA.

### Одиночный турнир
Золотистым цветом выделены теннисистки, отобравшиеся на Итоговый турнир года в Лос-Анджелесе. 
 Серебристым — запасные на турнире в Лос-Анджелесе.  
 Красным — те кто отобрался на турнир в качестве участника или запасного, но не смог принять участие в нём. 
| Рейтинг Чемпионской гонки 2005 | Рейтинг Чемпионской гонки 2005 | Рейтинг Чемпионской гонки 2005 | Рейтинг Чемпионской гонки 2005 |
| #                              | Теннисистка                    | Очки                           | Турниры                        |
| ------------------------------ | ------------------------------ | ------------------------------ | ------------------------------ |
| 1                              | Ким Клейстерс                  | 4665                           | 16                             |
| 2                              | Линдсей Дэвенпорт              | 4606                           | 15                             |
| 3                              | Мария Шарапова                 | 3597                           | 14                             |
| 4                              | Амели Моресмо                  | 3313                           | 18                             |
| 5                              | Мари Пьерс                     | 3184                           | 13                             |
| 6                              | Жюстин Энен-Арденн             | 2936                           | 9                              |
| 7                              | Патти Шнидер                   | 2905                           | 25                             |
| 8                              | Надежда Петрова                | 2769                           | 24                             |
| 9                              | Елена Дементьева               | 2684                           | 19                             |
| 10                             | Винус Уильямс                  | 2628                           | 12                             |
| 11                             | Натали Деши                    | 1887                           | 26                             |

### Парный турнир
| Рейтинг Чемпионской гонки 2005 | Рейтинг Чемпионской гонки 2005           | Рейтинг Чемпионской гонки 2005 | Рейтинг Чемпионской гонки 2005 |
| #                              | Команда                                  | Очки                           | Турниры                        |
| ------------------------------ | ---------------------------------------- | ------------------------------ | ------------------------------ |
| 1                              | Кара Блэк Лизель Хубер                   | 2295                           | 11                             |
| 2                              | Лиза Реймонд Саманта Стосур              | 2030                           | 11                             |
| 3                              | Кончита Мартинес Вирхиния Руано Паскуаль | 1738                           | 12                             |
| 4                              | Вирхиния Руано Паскуаль Паола Суарес     | 1650                           | 5                              |
| 5                              | Кара Блэк Ренне Стаббс                   | 1626                           | 11                             |
| 6                              | Елена Лиховцева Вера Звонарёва           | 1585                           | 11                             |

## Соревнования

### Одиночные соревнования
Амели Моресмо обыграла  Мари Пьерс со счётом 5-7, 7-6(3), 6-4.
- Моресмо выиграла 4-й одиночный титул в сезоне и 19-й за карьеру в туре ассоциации.
- Пьерс сыграла 5-й одиночный финал в сезоне и 40-й за карьеру в туре ассоциации.

### Парные соревнования
Лиза Реймонд /  Саманта Стосур обыграли  Кару Блэк /  Ренне Стаббс со счётом 6-7(5), 7-5, 6-4.
- Реймонд выиграла 6-й парный титул в сезоне и 50-й за карьеру в туре ассоциации.
- Стосур выиграла 7-й парный титул в сезоне и за карьеру в туре ассоциации.